# Phare d'Ashtabula Harbor

Le phare d'Ashtabula Harbor (en anglais : Ashtabula Harbor Light), est un phare situé à l'extrémité nord du brise-lames ouest du port d'Ashtabula sur le lac Érié, dans le Comté d'Ashtabula, Ohio. 
Il est inscrit au Registre national des lieux historiques depuis le 8 avril 1983 sous le n° 83001943.

## Historique
Le premier feu marquant le port d'Ashtabula a été construit en 1836, une courte tour hexagonale en bois posée sur un berceau en bois juste à côté de la jetée orientale. Celui-ci a utilisé les lampes à huile typiques de l'époque et est resté en service jusqu'à ce qu'il soit remplacé par une nouvelle tour sur la jetée ouest, une tour pyramidale avec des côtés en bardeaux. Ce changement avait été provoqué par des changements dans la configuration du port. La nouvelle lumière était équipée d'une lentille de Fresnel de quatrième ordre, présentant une lumière rouge. Les gardiens vivaient dans une maison en ville. Cette tour a été déplacée en 1882 mais est restée en service.
En 1905, l'embouchure de l'Ashtabula River (en) a été élargie et un brise-lames a été construit, ce qui a entraîné la construction du troisième feu, la structure actuelle. Ce bâtiment était à l'origine placé à plus de 500 m de son emplacement actuel, mais a été déplacé et agrandi en 1915, placé sur une plateforme en béton à l'extrémité nord du brise-lames. La nouvelle maison, construite en acier et en plaque de fer, offrait des logements aux gardiens. Dans le même temps, une nouvelle lentille de Fresnel de quatrième ordre a été montée dans la tour. 
La position exposée de la nouvelle lumière la rendait vulnérable à divers assauts. En 1927, le phare a été heurté par un bateau à vapeur. L'année suivante, une tempête de verglas a complètement enveloppé la lumière, piégeant les gardiens à l'intérieur. Au bout de deux jours, ils ont réussi à décongeler suffisamment la porte d'entrée pour l'ouvrir, puis ont dû creuser un tunnel à travers la glace pour s'échapper.
Ce phare fut le dernier feu des Grands Lacs à être habité et a finalement été automatisé en 1973. La maison du gardien d'origine a été cédée à la ville la même année, mais est revenue à la propriété fédérale en 1976 en raison d'un manque de fonds pour terminer un plan pour convertir le bâtiment en musée. En 1982, le bâtiment est à nouveau passé entre des mains privées et a été ouvert en 1984 en tant que Musée maritime d'Ashtabula. Le phare lui-même a continué à fonctionner, même lorsque le brise-lames a été prolongé après lui. La lentille de Fresnel a été remplacée par une balise moderne et remise au musée en 1995.
En 2003, une société a été formée pour prendre possession du feu en vertu de la Loi sur la préservation du phare historique national. Il a été acquis en 2007 et un programme de restauration avec l'intention de rendre le phare disponible pour les visites publiques a été mis en œuvre. En mai 2008, ils ont reçu une subvention pour leur permettre de construire un quai flottant, nécessaire car tout accès à la lumière se fait par voie d'eau.

## Description
Le phare  est une tour cylindrique en fonte de 12 m de haut, avec galerie et lanterne, s'élevant du centre d'une maison carrée de gardien de deux étages. Le bâtiment en peint en blanc avec un toit rouge.  
Il émet, à une hauteur focale de 16 m, un éclat jaune  par périodes de 6 secondes. Sa portée est de 7.8 milles nautiques (environ 15 km). 
Identifiant : ARLHS : USA-020 ; USCG :  7-3745 .

### Lien connexe
- Liste des phares de l'Ohio